# Agbodrafo
Agbodrafo (vormals Porto Seguro) ist eine Küstenstadt Togos. Sie befindet sich im Süden des Landes, etwa mittig der Küste Togos an der großen Lagune zwischen dem Atlantischen Ozean und dem nordwestlich gelegenen Togosee in der Region Maritime. Die Hauptstadt Lomé ist etwa 30 Kilometer entfernt. Etwa 17 km östlich liegt die Grenze zum Nachbarstaat Benin.

## Geschichte
Der Ursprung des Ortes war ein portugiesisches Fort und ein Sklavenmarkt, der unter dem portugiesischen Namen Porto Seguro (deutsch Sicherer Hafen) bekannt war. Der Ort wurde auch als Ein- und Ausfuhrplatz genutzt, verlor jedoch seine Bedeutung. Mit einem Schutzvertrag vom 5. September 1884, der zwischen dem Kaiserlichen Konsul Heinrich Randad und dem lokalen Häuptling Mensah geschlossen wurde, wurde das Gebiet dem deutschen Reich als Kolonialbesitz zugeschlagen und wurde somit Teil der deutschen Kolonie Togo. Der Sklavenhandel wurde von den deutschen Kolonialherren unterbunden.
In dem Ort gab es eine Post- und Telegraphenanstalt. Die katholische Steyler Missionsgesellschaft unterhielt dort eine Hauptstation mit Kirche. 1905 erhielt der Ort durch die Bahnstrecke Lomé–Aného einen Bahnanschluss.

## Wirtschaft, Tourismus und Sehenswertes
Die Stadt lebt überwiegend von Landwirtschaft und Fischfang und ist heute auch ein beliebter Badeort.
Als Porto Seguro war der Ort Teil der Sklavenküste. Entsprechend finden sich in der Region einige Zeugnisse aus dieser Zeit, wie etwa das Haus der Sklaven (englisch House of Slaves oder nach dem früheren Eigentümer Woold Home bzw. französisch Maison des Esclave, lokal als Woold Homé bekannt), das sich seit 2002 auf der Tentativliste für das UNESCO-Welterbe befindet sowie die Well of Chained Ones (deutsch etwa Quelle der Angeketteten bzw. französisch Puits des Enchainés, lokal als Gatovoudo bekannt), ein Brunnen an dem die Sklaven vor ihrer Einschiffung nach Amerika ihr letztes Reinigungsbad auf afrikanischem Boden nahmen.